# Goethe-Denkmal (Rom)
Koordinaten: 41° 54′ 41,56″ N, 12° 29′ 10,81″ O

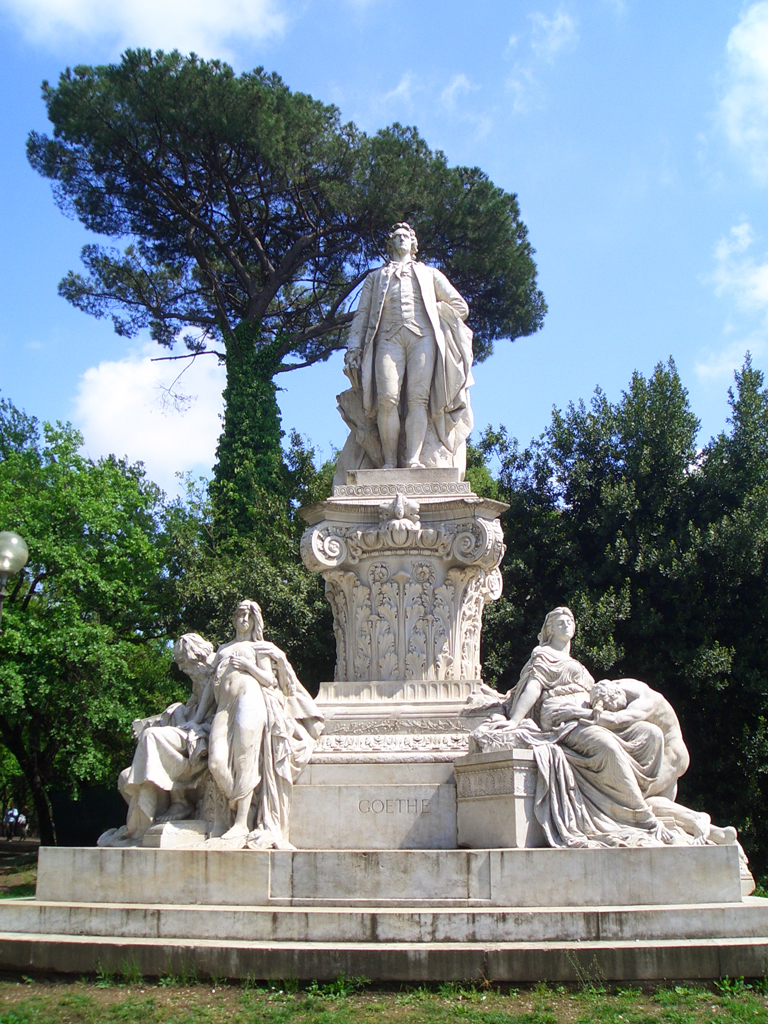
Das Goethe-Denkmal in Rom

  Das Goethe-Denkmal steht in Rom an der Viale Goethe in der Villa Borghese. Entworfen wurde es von dem deutschen Bildhauer Gustav Eberlein im Auftrag Kaiser Wilhelms II., der es anlässlich seines Geburtstages im Jahre 1902 der Stadt Rom schenkte. Der italienische Bildhauer Valentino Casali war es jedoch, der den Entwurf von Eberlein in seinem Studio in Berlin umsetzte. Das aus Marmor gestaltete Werk wurde am 5. August 1904 unter Anwesenheit des italienischen Königs Viktor Emanuel III. enthüllt.
Das gesamte Monument ist neun Meter hoch. In dessen Zentrum auf einem ionisch-korinthischen Kapitell (sog. Kompositkapitell) erhebt sich der junge Johann Wolfgang von Goethe. An der Basis ist er von drei kleineren Skulpturgruppen umgeben. An der Rückseite befinden sich Faust und Mephisto. Die Gruppe symbolisiert die Philosophie und die Kulturnation Deutschland. An der Vorderseite links werden Mignon und der Harfner dargestellt als Ausdruck der lyrischen Dichtung und der Kulturnation Italien. Die Skulpturgruppe Iphigenie und Orest befindet sich auf der vorderen Seite rechts. Sie versinnbildlicht die dramatische Dichtung sowie die Kulturnation Griechenland.
Ein 1,75 m großer Entwurf des Denkmals von Gustav Eberlein ist zurzeit in Hannoversch Münden im Bauhof zu besichtigen.